# Damnation and a Day
Damnation and a Day: From Genesis to Nemesis is het vijfde album van de extreme-metalband Cradle of Filth. Het is een conceptalbum gebaseerd op de gevallen engel Lucifer (satan) en is beïnvloed door John Miltons gedicht "Paradise Lost".

## Thema en opbouw
De titel van het album is een woordspeling op een Engels gezegde, "forever and a day", en de titel kan daarom op twee manieren worden opgevat: damnation (verdoemenis) is zogezegd voor eeuwig en de dag daarna geeft als het ware het gewicht van zijn straf, een dag na de eeuwigheid. Die dag zou ook geïnterpreteerd worden als een dag waarop die straf eindelijk voorbij is en verlossing en redding representeert. Dit album is opgenomen met een 40-koppig Budapest Film Orchestra en een 32-koppig Budapest Film Choir. Dit is het eerste en ook het enige album van Cradle of Filth dat uitgebracht is door het label Sony. Voor het volgende album stapten ze over op Roadrunner Records.
Het album is grofweg verdeeld onder vier grote hoofdstukken (zie de lijst van nummers hieronder) waarin het verhaal zich ontvouwd. I. Fantasia Down en II. Paradise Lost zijn gebaseerd op het begin van alles dat is en creatie, Lucifers leven en verraad tegenover God in de hemel en de zondeval, en het verleiden van Adam en Eva in de Hof van Eden. III. Sewer Side Up en IV. The Scented Garden gaan voornamelijk over hoe zijn invloeden over de millennia zich verspreiden over de aarde.

## Nummers
Alle nummers zijn geschreven door Cradle of Filth, alle teksten zijn geschreven door Dani Filth.
I. Fantasia Down
1. "A Bruise Upon the Silent Moon" (Intro) – 2:03
2. "The Promise of Fever" – 5:58
3. "Hurt and Virtue" – 5:23
4. "An Enemy Led the Tempest" – 6:11

II. Paradise Lost
1. "Damned in Any Language (A Plague on Words)" (Intro) – 1:58
2. "Better to Reign in Hell" – 6:11
3. "Serpent Tongue" – 5:10
4. "Carrion" – 4:42

III. Sewer Side Up
1. "The Mordant Liquor of Tears" (Intro) – 2:35
2. "Present from the Poison-Hearted" – 6:19
3. "Doberman Pharaoh" – 6:03
4. "Babalon A.D. (So Glad for the Madness)" - 5.39

IV. The Scented Garden
1. "A Scarlet Witch Lit the Season" (Intro) – 1:34
2. "Mannequin" – 4:27
3. "Thank God for the Suffering" – 6:13
4. "The Smoke of Her Burning" – 5:00
5. "End of Daze" (Outro) – 1:24

## Bandleden
- Dani Filth – Zang, tekst
- Paul Allender – Gitaar
- Martin Powell – Keyboards, viool, gitaar
- Dave Pybus – Basgitaar
- Adrian Erlandsson – Drums
- Sarah Jezebel Deva – Achtergrondzang